# Bahnhof Bautzen

Der Bahnhof Bautzen (obersorbisch: Dwórnišćo Budyšin) liegt etwa in der Mitte der Bahnstrecke Görlitz–Dresden. Einst zweigten hier auch Linien nach Hoyerswerda über Königswartha und nach Bad Schandau über Großpostwitz, Wilthen und Neustadt (Sachs) ab.

## Geschichte
Die „Sächsisch-schlesische Eisenbahngesellschaft“ hatte am 10. Juni 1844 in Dresden mit den Bauarbeiten für eine Bahnlinie begonnen, die bis 1847 die sächsische Hauptstadt mit dem seit 1815 zu Preußen gehörenden Görlitz verbinden sollte Nachdem schon seit dem 22. Dezember 1845 planmäßig Personenzüge von und nach Bischofswerda verkehrten, konnten die „Budissiner Nachrichten“ am 20. Juni 1846 melden: „In den ersten Tagen der nächsten Woche steht die Eröffnung der Eisenbahnstrecke von Bischofswerda bis Budissin bevor. Die Probefahrten mit der Locomotive ‚Lusatia‘ wurden am 18. Juni zum Erstenmale bis in die Nähe unserer Stadt ausgedehnt.“
Etwa 300 m südlich der äußeren Bautzener Stadtmauer erreichte die „Dresden-Görlitzer Linie“ über einen 225,5 m langen und 19,2 m hohen Viadukt das östliche Spreeufer; aus der dort aufragenden Granitschwelle hatten italienische Mineure für das zweigleisige Planum rechtzeitig einen Einschnitt gesprengt. Unter einer Bogenbrücke querte die Trasse „am Brauhause“ die Neusalzaer Chaussee und bog dann mit einem Radius von 2000 m nach Südosten ab, relativ ebenes Gelände begünstigte hier die Anlage des Bahnhofs. Ältere Pläne lassen erkennen, dass ein zum Boblitzer Wasser abfließender Graben unter einer Bogenbrücke abgeleitet wurde; die später sogar für eine Unterführung der verlängerten Stieberstraße genutzt wurde. In Richtung Löbau / Görlitz fiel die Strecke dann zumeist auf einem Damm liegend bis zu einer Talmulde zwischen Oberkaina und Strehla ab, um anschließend wieder anzusteigen.
Für die offizielle Eröffnung der Bahnstrecke bis Bautzen am 23. Juni 1846, einem Dienstag, hatte der sächsische König seine Teilnahme zugesagt. Friedrich August II. (1797–1854) traf kurz nach 16.00 Uhr mit einem, aus zehn Wagen gebildeten Festzug ein; mit ihm die Königin, mehrere Prinzen, Prinzessinnen und weitere Mitglieder der königlichen Familie, ferner Minister, Beamte, Offiziere, leitende Mitglieder der SSE, die beiden Oberingenieure sowie kommunale Politiker und Persönlichkeiten, die in Radeberg oder Bischofswerda zugestiegen waren; insgesamt mehrere hundert Personen. Aus Bautzen und Umgebung hatten sich gleichzeitig unzählige Zaungäste eingefunden, um die vielen hohen Herrschaften einmal aus der Nähe zu sehen. Ein eigens für den Anlass aufgebautes Zelt bot den Gästen neben Erfrischungen auch die Möglichkeit zu inoffiziellen Gesprächen. Der Vorsitzende des Bautzener Stadtrates Friedrich Adolph Klien (Bjedrich Adolf Klin, 1792–1855) betonte in seiner Begrüßung, dass die Lokomotiven SAXONIA und LUSATIA gemeinsam „den ersten festlichen Zug über die Grenzen der Provinz“ führten. Darin lag in der Tat eine besondere Symbolik. Die Oberlausitz mit ihrer „alten Hauptstadt Budissin“ gehörte zwar schon seit 1635 zu Sachsen, hatte aber als Markgraftum immer noch einen gewissen Sonderstatus; die Eisenbahn verband sie jetzt noch enger mit den traditionellen sächsischen Erblanden.
Später gingen der König und (sein Bruder und Nachfolger) Prinz Johann (1801–1873) mit Begleitung bis zu dem Viadukt. Sie lobten das in vierzehn Monaten durch verschiedene Firmen und Gewerke unter der Leitung des Bautzener Baumeisters Karl August Marche (1806–1879) errichtete Bauwerk und genossen die „reizende Aussicht“ auf die Stadt. Um 18.00 Uhr verließen die auswärtigen Gäste mit dem gleichen Zug wieder Bautzen.
Nach zeitgenössischen Maßstäben lag der Bahnhof noch „weit außerhalb der Wälle, inmitten von Feldern“. Die erste Bahnhofstraße (heute Tzschirnerstraße) entstand aus einem von Strehla heraufführenden Landweg. Dieser tangierte die Bahnlinie und mündete in die Neusalzaer Chaussee, die zur Äußeren Lauenstraße, dem naheliegendsten Zugang zur Stadt, führte. Obwohl der Bahnhof in Luftlinie nur etwa einen Kilometer vom Bautzener Hauptmarkt entfernt lag, mussten Fußgänger und Gespanne zunächst diesen Umweg mit seiner wechselnden Höhenlage in Kauf nehmen; die äußere Stadtbefestigung war damals bis auf die schon 1825/27 abgerissenen Tore noch weitgehend vorhanden. Erst 1852 wurde die Stadtmauer an der Seminarstraße durchbrochen und damit zunächst nur für Fußgänger ein kürzerer Weg zum Bahnhof geschaffen. Nachdem auch am heutigen Postplatz die Stadtmauer geöffnet und 1860 die Hauptstraße (heute Bahnhofstraße) in diese Richtung angelegt wurde, konnten auch Kutschen und Fuhrwerke einen leichteren Weg wählen; die städtebaulichen Aspekte sind jedoch ein anderes Thema.

## Empfangsgebäude
Schon im April 1846 suchte die Bautzener Firma der Gebrüder Marche per Annonce „brauchbare Maurergesellen, wie auch eine bedeutende Anzahl Handarbeiter“, die „bei der Erbauung der hiesigen Bahnhofsgebäude in Arbeit treten“ können. Das erste „Administrationsgebäude“ ist durch ein Aquarell von Gustav Täubert (1817–1913) bildlich überliefert. Es entstand nach Vorgaben des Architekten Osmar Julius Daniel Köhler (1816–1862), der als Betriebsingenieur der SSE maßgeblich für deren Hochbauten verantwortlich zeichnete. „Den aus Elementen der Romanik und Renaissance gestalteten zweigeschossigen Bau überragte ein hoher Mittelrisalit mit Giebeln zur Gleis- und Vorplatzseite hin, dessen Dachgeschoß unter anderem auch den Wasserhochbehälter zur Versorgung der Lokomotiven mit Kesselspeisewasser barg. Darüber erhob sich ein Dachreiter mit der Bahnhofsglocke. (…) Beiderseits der Eingangs- und Empfangshalle, die quer durch das ganze Gebäude führte, befanden sich (…) die Wartesäle und das Bahnhofsrestaurant, Fahrkartenschalter, Gepäckabfertigung und Bahnhofsdiensträume, (…)“. Von diesem Bau ist jedoch äußerlich nichts mehr zu erkennen. In Verbindung mit der 1877 eröffneten Bahnstrecke Bautzen-Bad Schandau ergänzte man das Empfangsgebäude um die markanten Seitenflügel. Bei weiteren Umbauten wurde 1921 die Empfangshalle um mehrere Fensterachsen vergrößert und weit vorgezogen.
Am Ende des Zweiten Weltkrieges brannte das Gebäude im April 1945 bei den Kämpfen in der Schlacht um Bautzen völlig aus. Es wurde danach etwas schlichter wieder aufgebaut. Dabei schmückte der einheimische Künstler Alfred Herzog acht etagenübergreifende Blindfenster an den Seitenwänden der Halle mit Sgraffiti, deren Themen auf traditionelles Gewerbe in Stadt und Region zurückgriffen: Gießerei, Waggonbau, LOWA und Weberei (an der Ostseite); Steinbruch, Fischzucht, Ackerbau und Töpferei (an der Westseite). Gemäß dem 1948 erlassenen Gesetz zur Wahrung der Rechte der sorbischen Bevölkerung und aktuellen Bestimmungen sind die öffentlich relevanten Beschriftungen seither deutsch und (ober)sorbisch angebracht.

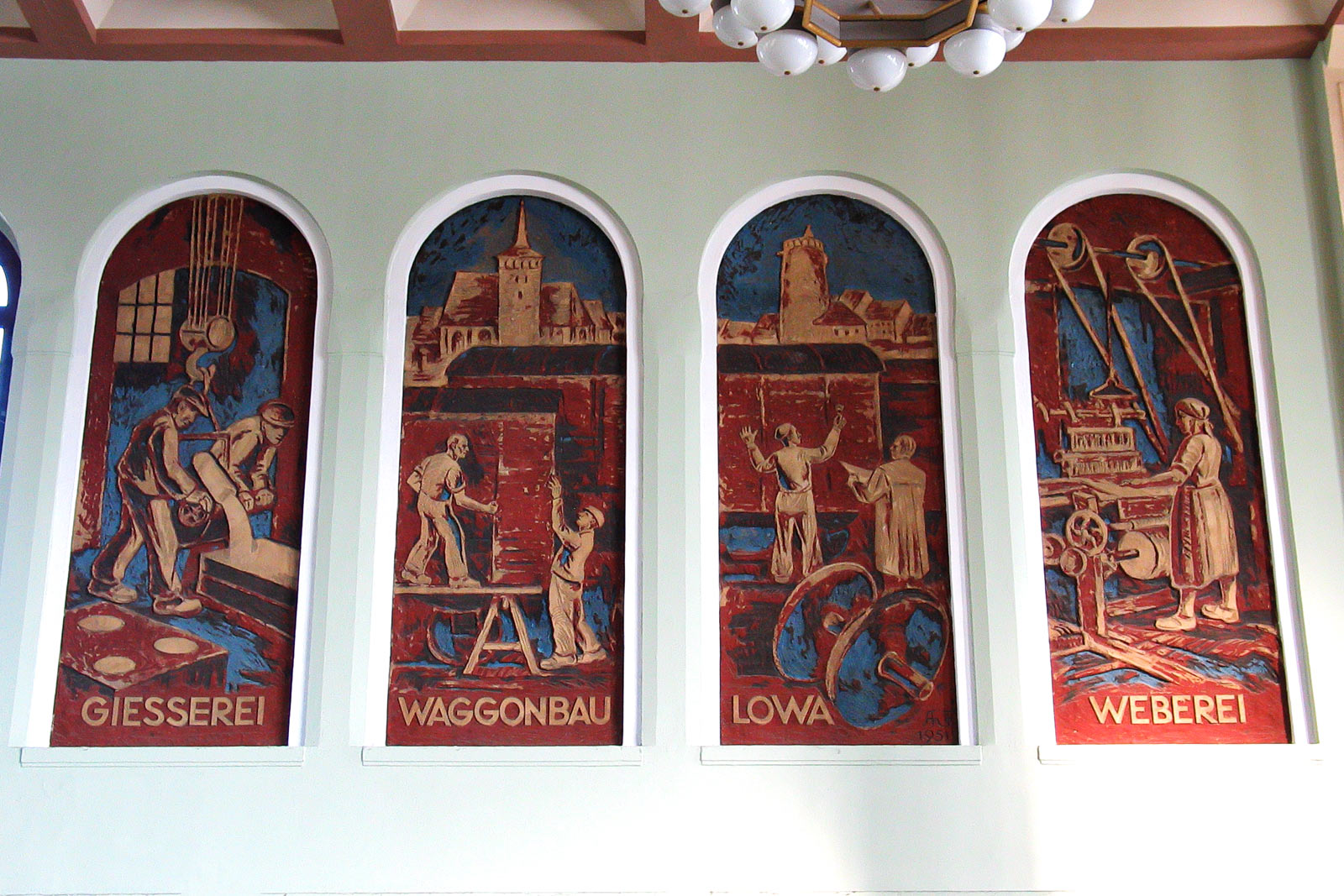
Sgraffiti in der Bahnhofshalle
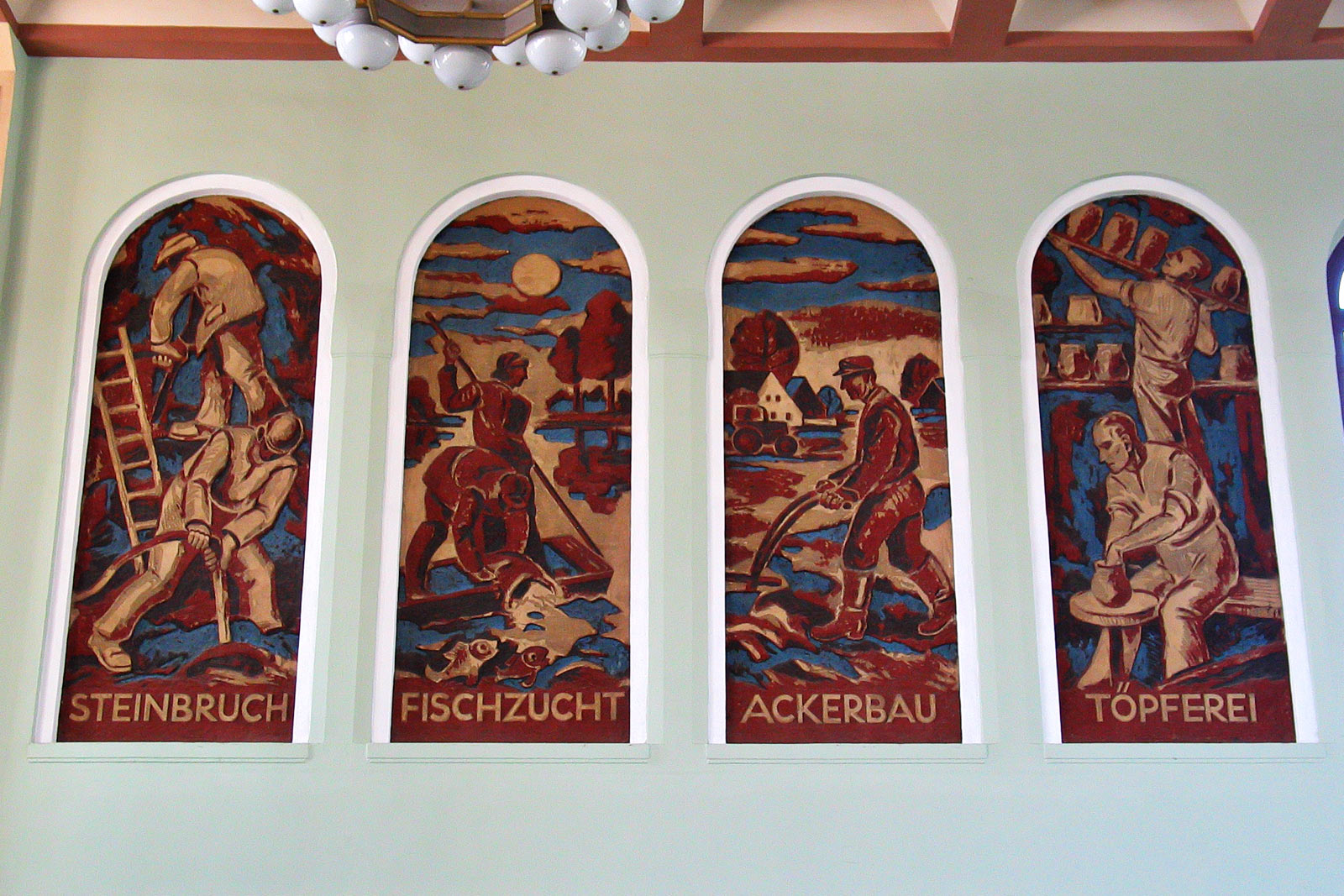
Sgraffiti an der gegenüberliegenden Wand

Infolge der wirtschaftlichen Verwerfungen nach der deutschen Wiedervereinigung nahm seit 1990 die Zahl der täglich den Bahnhof frequentierenden Reisenden vor allem durch den Rückgang des Berufsverkehrs und die Auflassung der Nebenbahnen rapide ab. Innerhalb der Deutschen Bahn verloren sogar solch große Zwischenstationen wie Bautzen zunehmend ihre betriebliche Bedeutung; im Jahr 2006 wurde der Bahnhof noch von 2500 Reisenden täglich genutzt. Wartesäle, Gaststätte und bahnspezifische Einrichtungen schlossen. Das Empfangsgebäude verödete, bauliche Mängel häuften sich. Wegen herabfallender Deckenteile musste im Februar 2014 sogar die Empfangshalle geschlossen werden; der Zugang zu den Bahnsteigen war nur noch von außen her möglich.
Weil die Stadt Bautzen das zum Kauf angebotene Gebäude selbst zu einem Vorzugspreis nicht übernehmen konnte, engagierte sich schließlich ein privater Investor und ließ es, mit denkmalpflegerischen Auflagen, zwischen 2017 und 2020 vorwiegend zu Verwaltungszwecken umbauen. Seit seiner Wiedereröffnung am 24. Januar 2020 wird das Gebäude für die nächsten Jahre überwiegend vom Landratsamt Bautzen für etwa 250 Mitarbeiter genutzt. Nur die Filiale einer Bäckerei mit ihrem Imbissangebot und ein Informations- und Verkaufsstand des regionalen Verkehrsverbundes ZVON erinnern in der jetzt überdimensioniert wirkenden Empfangshalle noch ein wenig an das besondere Flair, das früher einen Bahnhof ausmachte. Im Jahr 2024 wurde der Bahnhof von der Allianz pro Schiene als Bahnhof des Jahres ausgezeichnet. Vor Jahren sei der Bahnhof ein Sanierungsfall gewesen, heute jedoch mit Leben gefüllt und mit einer sanierten Fassade mit hellen, teilweise offenen Innenräumen versehen.

## Bahnsteige
Für die seit dem 24. Juni 1846 zwischen Dresden und Bautzen zunächst nur früh und abends verkehrenden zwei Personenzugpaare reichte der Hausbahnsteig am Gleis 1 aus. Erst als der durchgehende Zugbetrieb im darauffolgenden Jahr bis Görlitz aufgenommen wurde, erhielt auch das Richtungsgleis Dresden-Görlitz als Gleis 2 einen Bahnsteig, weil jetzt auch planmäßig Personenzüge in Bautzen kreuzten.
Mit der 1877 eröffneten Bahnstrecke Bautzen-Bad Schandau über Großpostwitz / Wilthen wurde ein drittes Bahnsteiggleis notwendig. Man entschied sich für einen Inselbahnsteig zwischen den Gleisen 2 und 3; eine Lösung, die in England schon praktiziert, in Deutschland aber gerade erst in Rosenheim eine viel beachtete Nachahmung gefunden hatte. Den Platz dafür gewann man, indem der bisherige Lokschuppen abgerissen wurde; ein neues Maschinenhaus an der Preuschwitzer Straße machte ihn überflüssig. Gleichzeitig begradigte man die bis dahin vor dem Empfangsgebäude im Bogen verlaufenden durchgehenden Hauptgleise in ihrem Scheitelpunkt und schuf so im Wesentlichen die bis heute bestehende Situation. Gleis 3 diente seitdem bevorzugt den Personenzügen von und nach Wilthen/Bad Schandau. Ein Bahnsteigtunnel am östlichen Ende ermöglichte den Reisenden den gefahrlosen Übergang von und zum Hausbahnsteig, ohne die Schienen kreuzen zu müssen. 1921 wurde der Tunnel in die Mitte verlegt und über eine Innentreppe auch aus der Empfangshalle erschlossen.
Für die 1890 eröffneten Bahnstrecken Großpostwitz-Obercunewalde und Bautzen-Königswartha wurde der Inselbahnsteig nach beiden Seiten verlängert. Eine doppelte Gleisverbindung in der Mitte zwischen den Gleisen 3 und 4 erleichterte das Umsetzen der jeweiligen Lokomotiven und diente auch als Lokverkehrsgleis zum Maschinenhaus.
Mit Einstellung der Nebenstrecken entfiel diese betriebliche Notwendigkeit. Gleis 3 blieb als Durchgangsgleis erhalten, Gleis 4 wurde auf ein mittig angebundenes Abstellgleis für zweiteilige Triebwagen reduziert.
In den Jahren 2010 und 2011 wurden mit Geldern aus dem Konjunkturpaket die Bahnsteige angehoben, Treppenaufgänge erneuert, Aufzüge eingebaut sowie neue Anzeigetafeln installiert. Der Tunnel zum Inselbahnsteig ist standardmäßig vom Hausbahnsteig über die Außentreppe oder den Aufzug erreichbar. Vom Inneren des Empfangsgebäudes führt nur ein Notausgang in den Tunnel. Falls die Empfangshalle verschlossen ist (regulär in der Nacht), bleibt der Zugang zum Hausbahnsteig von außen beidseitig jederzeit möglich.
| Gleis | Ort             | Nutzbare Länge [m] | Bahnsteighöhe [cm] | Aktuelle Nutzung      |
| ----- | --------------- | ------------------ | ------------------ | --------------------- |
| 1     | Hausbahnsteig   | 173                | 55                 | nach Dresden          |
| 2     | Mittelbahnsteig | 171                | 55                 | nach Görlitz          |
| 3A/3B | Mittelbahnsteig | 171                | 55                 | aktuell keine Nutzung |

## Verkehr

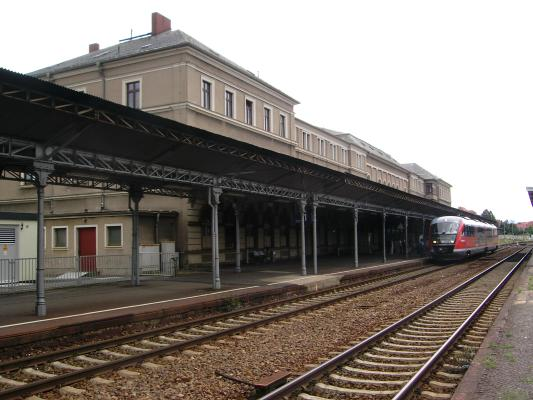
Regionalbahn nach Dresden am Bahnsteig 1

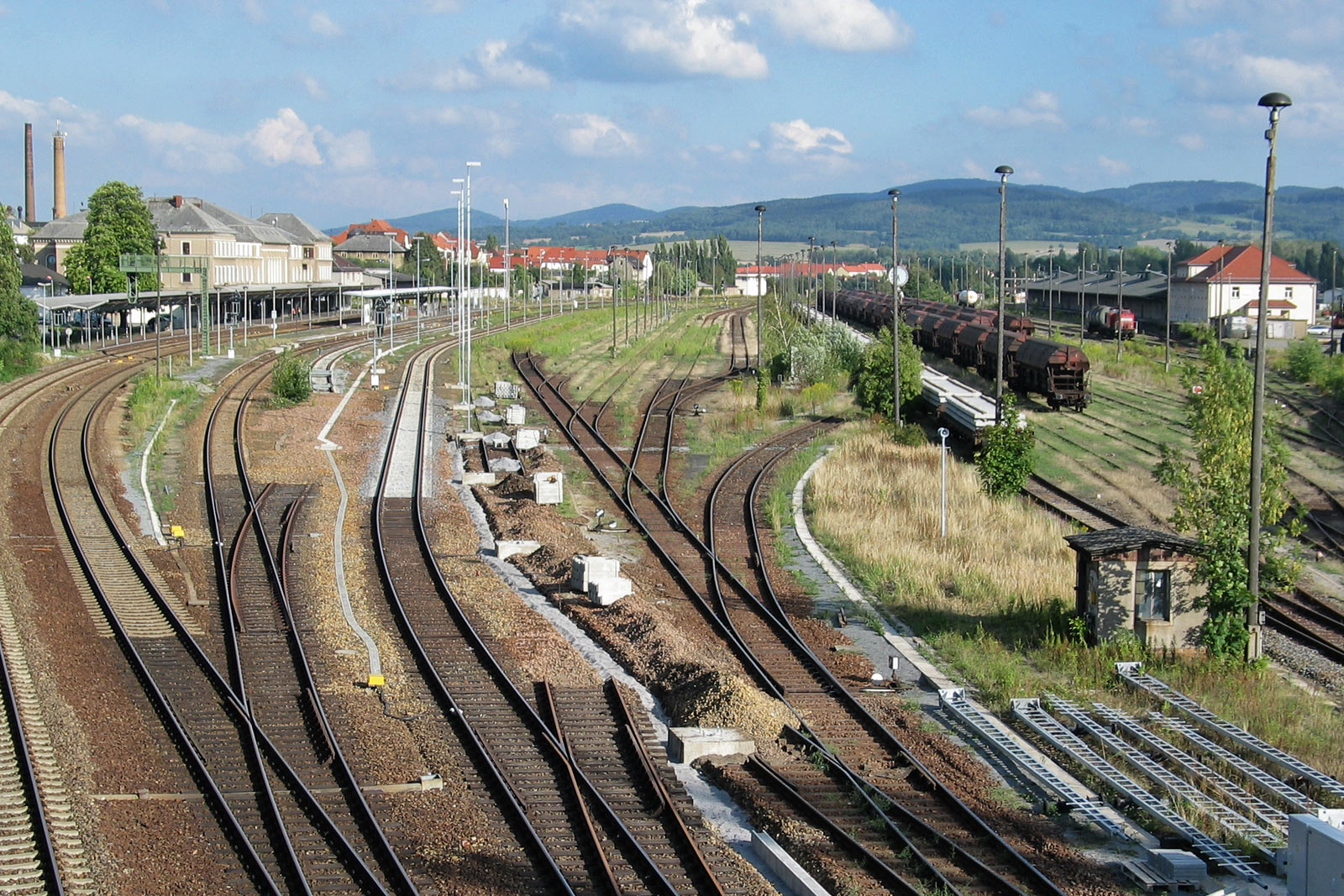
Blick von Westen auf das Gleisfeld des Bautzener Bahnhofs

Bautzen wird seit der Einstellung des Fernverkehrs im Jahr 2004 nur noch von Regionalzügen in der Relation Dresden–Görlitz bedient, von denen bis zum Fahrplanwechsel 2018 einige von und nach Wrocław (Breslau) in Polen durchgebunden wurden. Der Trilex-Express (RE1) fährt über Görlitz hinaus bis Zgorzelec, wo Anschluss an die polnischen Züge nach Wrocław besteht. Tagsüber besteht eine stündliche Verbindung nach Dresden, teils mit Umstieg in Bischofswerda.
| Linie                    | Linienweg                              | Takt (min)    | EVU |
| ------------------------ | -------------------------------------- | ------------- | --- |
| RE1                      | Dresden Hbf – Görlitz – Zgorzelec      | 60 (tagsüber) | DLB |
| RB60                     | (Dresden Hbf –)Bischofswerda – Görlitz | 60 (120)      | DLB |
| Stand: 12. Dezember 2021 |                                        |               |     |

## Bahnbetriebswerk Bautzen
Der erste Lokschuppen im Bahnhof Bautzen stand direkt gegenüber dem heutigen Mittelbau des Empfangsgebäudes. Sein durchführendes Gleis war beidseitig an das Streckengleis Dresden-Görlitz angebunden. Östlich war ihm eine Drehscheibe vorgelagert, an die sich der Koksschuppen anschloss. Über den Durchmesser der Drehscheibe sind keine Angaben bekannt; für die Loks mit ihren anfangs zweiachsigen Tendern reichten jedoch schon 7,00 m aus; notfalls trennte man zum Drehen auch die Lok vom Tender. Ein Hochbehälter im Dach des Empfangsgebäudes versorgte die Wasserkräne.
Aus dem Fahrplan von 1846 geht hervor, dass früh und abends nahezu gleichzeitig in Dresden (6.00/18.00 Uhr) und Bautzen (6.30/18.30 Uhr) ein Zugpaar abfuhr. Demzufolge wurde in Bautzen mindestens immer eine dienstbereite Lokomotive benötigt. Am Tag der missglückten Eröffnungsfahrt nach Löbau, am 16. Dezember 1846, war dies offensichtlich nicht der Fall. Als der Zug mit den Ehrengästen wenige Kilometer östlich von Bautzen im Schnee steckenblieb, sollte eine Hilfslokomotive aus Bautzen geholt werden. Leider war sie nicht angefeuert und somit nicht sofort einsatzfähig.
Nach der Aufnahme des durchgehenden Verkehrs auf der SSE bis Görlitz 1847 diente der Bautzener Lokschuppen wohl nur noch als Remise zum Unterstellen einer Reservemaschine, die auch für Rangierfahrten eingesetzt wurde. Erst gegen Ende der sechziger Jahre änderte sich die Situation. 1867 wurde der Lokschuppen auf zwei Stände verlängert. 1868 ist im Einwohnerbuch von Bautzen erstmals ein Lokomotivführer nachgewiesen, der von außerhalb zugezogen war. 1872 verfügte das Maschinenhaus schon über vier, in Bautzen gemeldete Lokomotivführer. Da von Bautzen aus in diesen Jahren noch keine Personenzüge bespannt wurden, lassen vier Personale auf inzwischen ständig stationierte Maschinen schließen, die für den anwachsenden Güterverkehr und die damit verbundenen höheren Rangierleistungen oder für die Bauarbeiten benötigt wurden. Es ist möglich, dass dafür die seit 1855 speziell für den Güterzugdienst entwickelten, dreifach gekuppelten Schlepptender-Lokomotiven der sächsischen Gattung V (Cn2 – DR 5382) erstmals auch in Bautzen beheimatet wurden.
Im sächsischen Eisenbahnbauprogramm seit Ende der 1860er Jahre waren neben den Lückenschlüssen in der Südlausitzer Eisenbahn zwischen Zittau und Bischofswerda auch eine Verbindung von Bautzen nach Bad Schandau über Großpostwitz, Wilthen, Neukirch/Lausitz vorgesehen. Für das dafür notwendige zusätzliche Bahnsteiggleis musste in Bautzen der bisherige Lokschuppen abgerissen werden. Als Standort für ein neues größeres Maschinenhauses bot sich ein unbebautes Areal südlich der Streckengleise in Richtung Dresden an. Der an dieser Stelle ursprünglich nur für zwei Gleise ausgesprengte Felseinschnitt wurde verbreitert und die überführende Brücke der Neusalzaer Straße um einen Bogen für ein Ausziehgleis erweitert, das in einem kurzen Ablaufberg endete. Von diesem zweigten die beiden Zufahrtsgleise mit ihren Ausschlackgruben zu einer Drehscheibe ab, die mit 11,60 m Durchmesser schon den inzwischen üblichen Lokomotivlängen entsprach. Der Bau „eines Anheizegebäudes, eines Wasserstationsgebäudes, eines Kohlenschuppens etc.“ wurde öffentlich ausgeschrieben. Obwohl ein „ungewöhnlich starker Sturm“ am 13. März 1876 „auf dem hiesigen Bahnhofe das Dach der erst neu erbauten Maschinenhalle“ wieder abdeckte, konnte der neue Ringschuppen mit anfangs wohl nur vier überdachten Lokomotivständen rechtzeitig in Betrieb gehen.
Auf der 64,6 km langen neuen Bahnstrecke Bautzen-Bad Schandau verkehrten zunächst vier Personenzugpaare täglich. Am 1. September 1877 kamen vor den Eröffnungszügen die schon 1869 gebauten Lokomotiven WITTEKIND und FRIEDRICH DER WEISE zum Einsatz. Sie gehörten zu der zweiachsigen Baureihe VII (Bn2), die zwischen 1868 und 1876 speziell für den gemischten Zugdienst auf bergigen Strecken entwickelt wurde.
Das Adressbuch der Stadt Bautzen weist 1881 erstmals ein selbständiges Maschinenhaus als Abteilung der Königlichen Bahnhofs-Inspektion Bautzen aus. Zum Stammpersonal gehörten damals drei ständige und ein Reservelokführer, zwei ständige und ein Reserveheizer sowie ein Nachtfeuermann. 1890 waren in Bautzen schon fünf ständige Lokführer gemeldet; als seinerzeit dienstälteste hatten Leopold Otto Höse und Ernst August Böhm 1879 in Bautzen angefangen.
Das Wasserstationsgebäude ist noch heute vorhanden. 1909 kam für das Betriebswerk an der Preuschwitzer Straße das Ende.
Mit zunehmenden Transportleistungen (Verkehr in vier Richtungen) musste der Lokbestand in Bautzen erhöht werden, so dass 1909 das neue Betriebswerk mit einem fünfzehnständigen Ringlokschuppen am alten Wilthener Gleis (Ostkopf) in Betrieb genommen wurde. Hier waren die für die Lokbehandlung und Lokreparatur notwendigen Anlagen vorhanden. Heute sind noch der Kohlenschuppen, das Verwaltungsgebäude (Lokleitung) und das Wasserstationsgebäude vorhanden.
Es gehörte seit der Eröffnung der Bahnstrecke Görlitz–Dresden im Jahre 1846 zur Sächsisch-Schlesischen Eisenbahngesellschaft, die 1851 verstaatlicht wurde, danach ab 1922 zur Reichsbahndirektion Dresden. Durch die Umstrukturierung der Eisenbahn nach dem Zweiten Weltkrieg wurde das Betriebswerk Bautzen 1952 in die Reichsbahndirektion Cottbus eingegliedert.
Lokomotivbestand Mai 1945:

7 × Baureihe (BR) 38 sä (Rollwagen); 3 × BR 38 pr; 8 × BR 52; 5 × BR 55; 2 × BR 56; 5 × BR 58; 1 × BR 86; 6 × BR 91; 4 × BR94 sä
Lokomotivbestand Juli 1965:

3 × BR 38 sä; 5 × BR 38 pr; 28 × BR 52; 7 × BR 75 bad; 3 × BR 91; 13 × BR 94 sä; 4 × V15
Lokomotivbestand August 1983:

18 × BR 52.8; 1 × BR 44; 1 × BR 65; 40 verschiedene Dieselloks;
Bis zum 14. Mai 1988 waren hier einsatzfähige Dampflokomotiven der Baureihe 52.8 für den planmäßigen Streckendienst und zwei Heizloks beheimatet.

## Ladestelle Bautzen
Auf der Südseite des Bahnhofs befindet sich an der Ricarda-Huch-Straße die Ladestelle Bautzen. Sie verfügt über eine Ladestraße am Gleis 40 mit einer Rampenlänge von 116 Metern und einer Ladefläche von 2.150 Quadratmetern sowie eine Seitenladerampe am Gleis 46 mit einer Kantenlänge von 257 Metern und 34 Quadratmetern Ladefläche.